# Єфрем Баух
Єфрем Ісаакович (Ефраїм Іцхокович) Баух (на обкладинці практично всіх книжкових видань вказується як Єфрем Баух, в двох виданнях — Ефраїм Баух; *13 січня 1934, Бендери, Бессарабія, Румунія — 13 квітня 2020, Петах-Тіква, Центральний округ, Ізраїль) — молдовський та ізраїльський російськомовний письменник, поет, перекладач, журналіст, громадський діяч. Писав також на івриті.
Голова Федерації спілок письменників Ізраїлю, що об'єднує 12 мовних спілок; очолює ізраїльську філію міжнародного ПЕН-клубу; голова Всеізраїльського Об'єднання земляцтв вихідців з Молдови.

## Життєпис
Ефраїм Іцхоковіч Баух народився в бессарабському місті Бендери (тоді Тигина) в 1934 році. Дід, Шлойме Хунович Баух, був господарем магазину готового одягу в Бендерах. У роки війни — з матір'ю в евакуації в Саратовській області (батько майбутнього письменника, адвокат Ісаак Соломонович Баух, 1904—1943, загинув на фронті під Сталінградом), в 1944 році родина знову повернулася в Бендери. Тут Єфрем Баух здобув початкову релігійну освіту у свого дядька, меламеда. У 1952—1953 роках викладав російську літературу в селі Каушани, потім оселився в Кишиневі. Після закінчення в 1958 році геологічного факультету Кишинівського державного університету працював інженером-геологом в інституті мінеральної сировини в Криму і спелеологом в експедиції на Байкалі. Після повернення до Кишинева в 1960 році був прийнятий журналістом в газету «Молодь Молдови», після її розформування в 1962 році до 1967 року знову працював геологом у відділі досліджень проектного інституту Молдгіпрострой.
Перший вірш опублікував в Бендерської газеті «Перемога» в 1952 році, але регулярні публікації почалися в кінці 1950-х років в журналі «Кодра» і газеті «Молодь Молдови» (вірші). У книжковій формі Єфрем Баух також дебютував віршами — в 1963 році вийшла збірка «Грані» і в наступному році автор став членом Спілки письменників СРСР (1964). За першою збіркою були поетичні книги «Нічні трамваї» (1965), «Червоний вечір» (1968), вірші для дітей і підлітків «Перетворення» (1973); книги для дітей — «Горошки і граф Трюфель» і «Подорож в країну Гео» (обидві — 1965). Єфрем Баух був укладачем збірки молодих поетів Молдавії «Весняні клавіші» (1966) і фотоальбому «Ритм, молодість, дружба» про Всесоюзному фестивалі народного танцю 2-9 серпня 1968 (спільно з поетом Анатолієм Гужеля). У перекладі Єфрема Баух з молдавської мови вийшло кілька книг сучасних молдавських поетів. У 1967—1971 роках завідував відділом літератури та мистецтва в газетах «Молодь Молдови» і «Вечірній Кишинів». У 1971—1973 роках навчався на Вищих літературних курсах Спілки письменників СРСР при Літературному інституті імені А. М. Горького. У 1975—1976 роках працював на кіностудії Молдова-філм (автор сценарію кінокартини «Тридцята весна перемоги», 1975).